# Moraingy

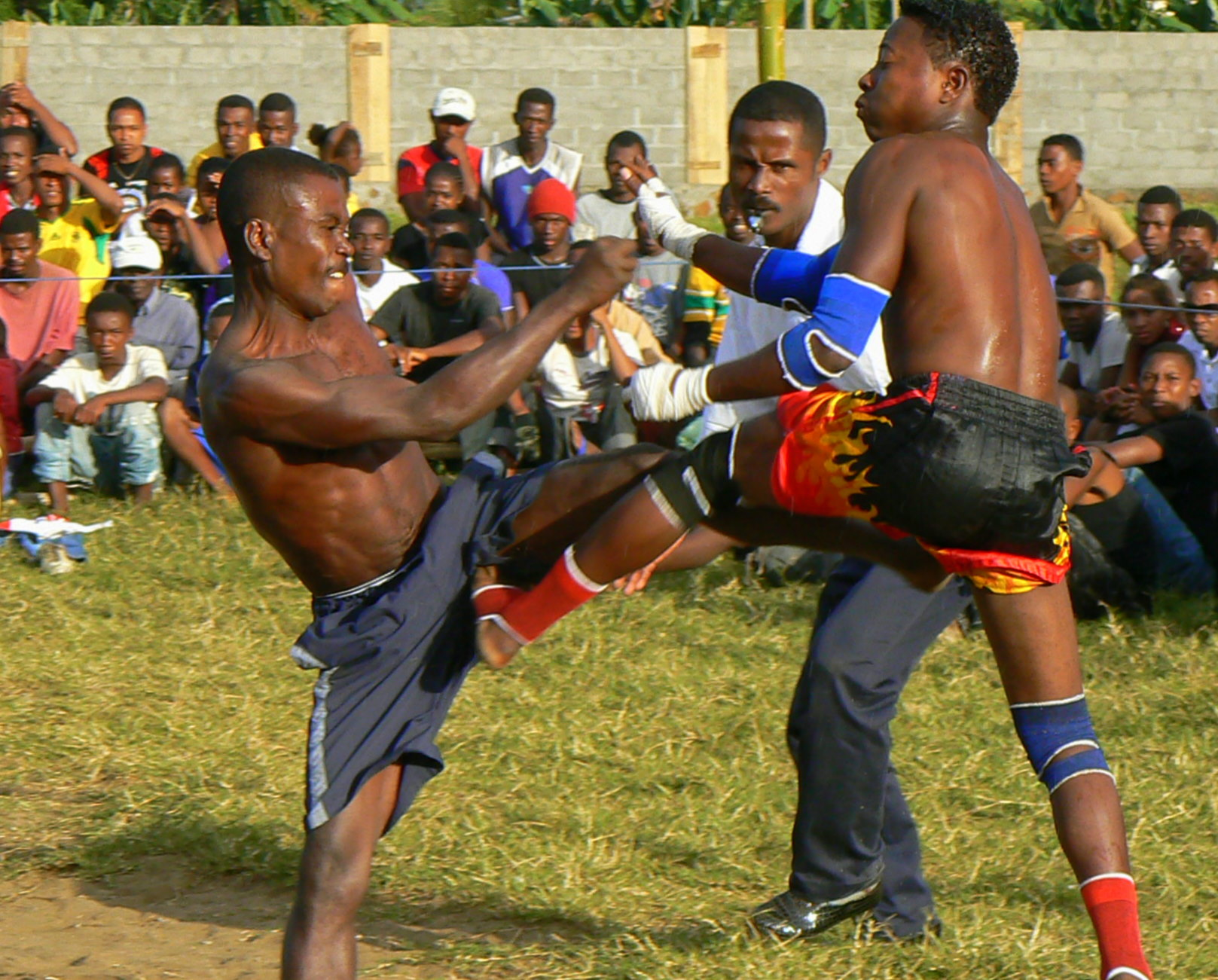
Incontro di Moraingy tra due kidabolahy di sesso maschile

Il Moraingy è un'arte marziale tradizionale del Madagascar.

## Storia
Il Moraingy ha avuto origine nella costa occidentale del Madagascar durante la dinastia Maroseranana (dal 1675 al 1896) del regno dei Sakalava. Con il tempo si è diffusa in tutto il Madagascar, prevalentemente nelle zone costiere, ma la sua popolarità ha sconfinato anche nelle vicine isole come Riunione, Comore, Seychelles e Mauritius.
Arte marziale riguardante unicamente l'uso delle mani nude, il Moraingy era inizialmente praticato solamente da giovani di ambo i sessi, generalmente con un'età compresa tra i 10 ed i 35 anni, mentre ora viene praticato da gente di ogni età: nonostante ciò tuttora i lottatori vengono chiamati kidabolahy (uomini giovani) o kidabo mpanao moraingy (giovani che praticano Moraingy).
Essere lottatore di Moraingy in alcune zone del Madagascar è anche uno status symbol e chi pratica tale disciplina ha generalmente il rispetto da parte della popolazione.

## Caratteristiche tecniche
Il Moraingy generalmente riguarda scontri tra lottatori di differenti villaggi.
Si combatte in ampi spazi all'aperto come campi da calcio e il combattimento è generalmente accompagnato da musica tradizionale come il Salegy.
Il Moraingy viene organizzato in competizioni a più incontri uno-contro-uno, e prima dell'inizio dell'evento i lottatori si radunano per scegliere ognuno il proprio avversario.
È un'arte marziale che prevede esclusivamente colpi, principalmente pugni ma è possibile anche calciare l'avversario.
Le tecniche più utilizzate sono il pugno diretto (mitso), il gancio (mandraoky), il pugno basso (vangofary) e il montante (vangomioriky).
In fase di difesa si tiene la guardia e si effettuano schivate.
L'incontro prevede un solo round e la vittoria può avvenire se una delle seguenti condizioni si avvera:
- uno dei due lottatori esce dall'area di combattimento
- svenimento di uno dei contendenti
- impossibilità da parte di uno dei lottatori di continuare l'incontro per infortunio
- manifesta inferiorità di un lottatore sull'altro.